# Chaenopsis limbaughi
Chaenopsis limbaughi är en fiskart som beskrevs av Robins och Randall, 1965. Chaenopsis limbaughi ingår i släktet Chaenopsis och familjen Chaenopsidae. Inga underarter finns listade i Catalogue of Life.